# Стадіон «Спартак» імені Олега Олексенка
«Спартак» ім. О. Олексенка (до 2002 року — «Спартак») — футбольний стадіон у місті Мелітополі, що вміщує 2000 глядачів. Домашня арена ФК «Олком».

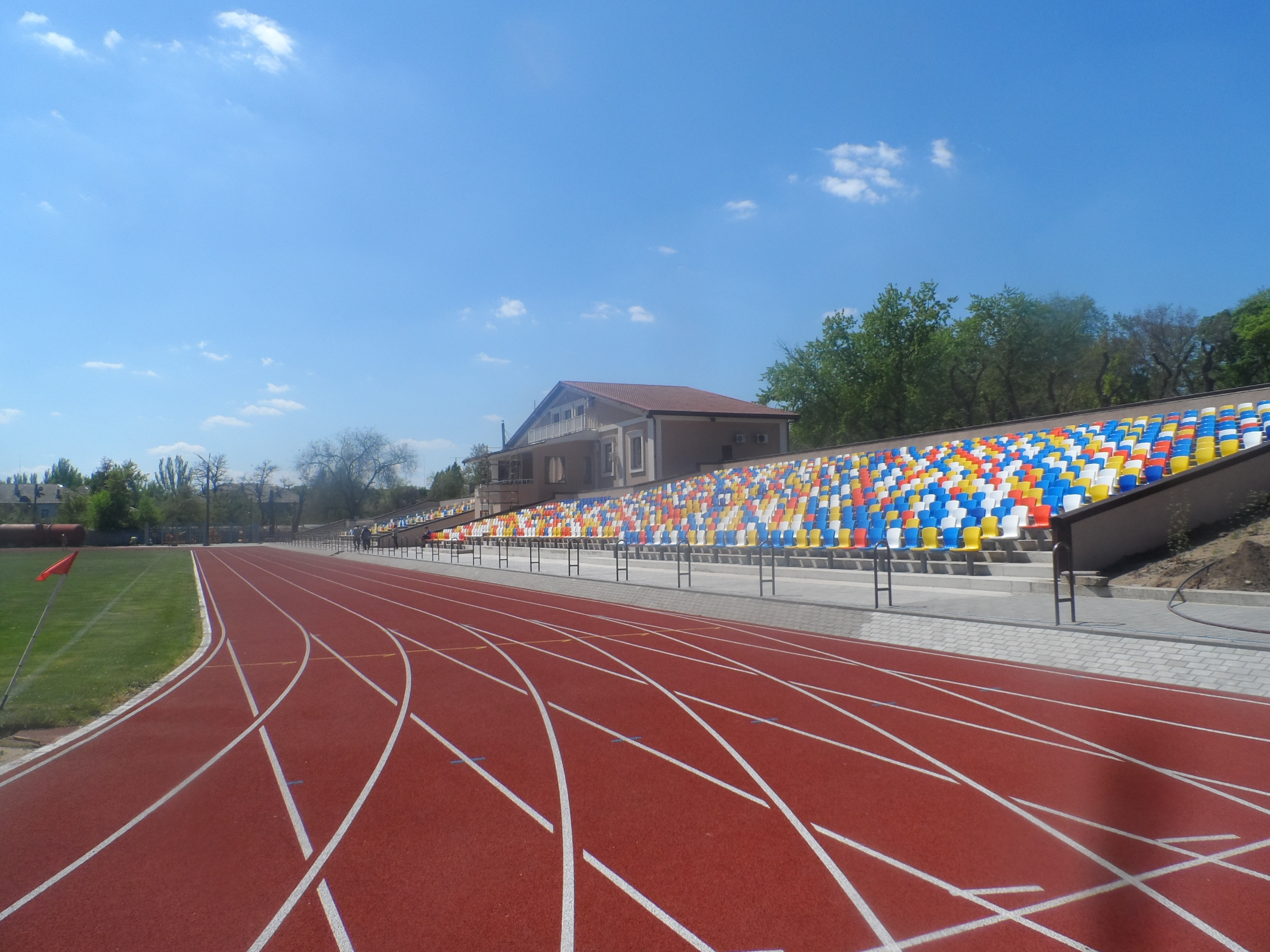

Адреса стадіону: місто Мелітополь, вул. Шмідта, 12.

## Історія
Побудований та відкритий у 1952 р., з 2002 року носить ім'я першого президента СК «Олком» Олега Олексенка.

### 2005 рік— наш час
Починаючи з 3 жовтня 2009 р. в експериментальному режимі для глядачів введено плату за вхід на трибуни стадіону. Вартість квитків становить від 2 до 10 грн.

#### Реконструкція

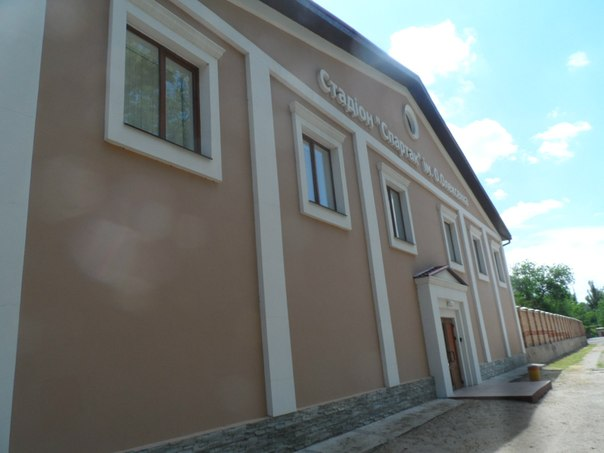
Зовнішній вигляд адміністративної будівлі після реконструкції

У 2005 році для виконання проєкту реконструкції адміністративної будівлі і початку будівельних робіт з бюджету розвитку Мелітополя були виділено кошти. Рішенням сесії Мелітопольської міської ради від 27.01.2006 № 10/6 прийнято програму реконструкції стадіону, розраховану на 3 роки та замовлено проєкт реконструкції спортивного ядра та глядацьких трибун, забезпечення освітлення.
12 лютого 2007 р. міський голова Дмитро Сичов і генеральний директор СК «Олком» Володимир Діденко підписали договір про співробітництво в реконструкції стадіону. Міською владою та футбольним клубом на реконструкцію виділено по 500 тис. гривень. Вартість реконструкції трибуни згідно з проєктом становить 1 млн 200 тис. грн. Реконструкція розпочалася 20 вересня. Цього року в рамках програми реконструкції завершено будівництво роздягалень, душових, суддівських, побутових приміщень споруди. Побудовано зрошувальну систему для футбольного поля, придбано спеціальні органічні матеріали для покращення його якості у тому числі завезено 40,0 т. річкового піску для вирівнювання ґрунту. Завершено будівництво огорожі тренувального футбольного поля.
У 2008 р. проведено будівельні роботи по реконструкції тренувального футбольного поля (установлено огорожу, встановлено нові стандартні ворота), введено в експлуатацію збудовану систему подачі води для поливу основного футбольного поля, тривала реконструкція трибуни для глядачів (завершено підготовчі роботи для монтажу крісел південного сектору. Завершено реконструкцію адміністративної будівлі.
У 2009 р. на реконструкцію стадіону у бюджеті міста заплановано 252 тис. грн. 28 липня 2009 р. під час огляду стадіону мер міста Дмитрий Сичов повідомив про виділення 88 тис. грн на поставку та монтаж 1600 крісел, а також про плани щодо реконструкції ближчої до входу на стадіон частини трибуни. На цей час «Олком» вже було виділено 1,5 млн грн. Станом на 10 вересня 2009 видатки склали 101 977,76 тис. грн, з яких будівельно-монтажні роботи склали 101220,84 тис. грн., а утримання служби забудовника — 756,92 тис. грн. Реконструкція адміністративної будівлі клубу проведена за рахунок Президента СК «Олком» Євгена Куценка, а міська влада зробила внесок у реконструкцію глядацьких трибун та заміну крісел в секторах.
26 вересня 2009 р. о 15:00 до свята 225-х роковин з дня заснування міста відбулося урочисте відкриття першої черги реконструйованого стадіону. На момент відкриття встановлено 1550 нових крісел. Одразу після церемонії відкриття відбувся матч Команди ветеранів мелітопольського футболу «Торпедо» із командою українських зірок «Маестро», який завершився перемогою останніх з рахунком 4:2. Кошти, зібрані в результаті проведення матчу, спрямовані на благодійність.
Залишилося реконструювати другу частину стадіону, але вже зараз «Спартак» ім. О. Олексенка відповідає сучасним вимогам і умовам ліцензування для проведення ігор Чемпіонату України. У зв'язку з ліквідацією СК «Олком» залишається відкритим питання допомоги місту в реконструкції стадіону.

## Важливі матчі
Рекорд відвідуваності — 9500 глядачів на матчі 1/16 фіналу Кубка України 2006—2007 «Олком» (Мелітополь) — «Динамо» (Київ) 20 вересня 2007 року.